# 弦楽四重奏曲 (ラヴェル)
『弦楽四重奏曲 ヘ長調』は、モーリス・ラヴェルが1902年12月から1903年4月にかけて作曲した室内楽曲。1904年3月5日にエマン四重奏団（Le Quatuor Heyman）によって初演された。のちに多少手を入れた上で、1910年に出版した。敬愛する師ガブリエル・フォーレに献呈されている。

## 概要
生前に未出版だった遺作のヴァイオリン・ソナタ（1897年）から数えると、ラヴェル2作目の室内楽である。しばしば録音や演奏で組み合わされることの多いドビュッシーの「弦楽四重奏曲 ト短調」作品10（1893年完成、1894年発表）からはちょうど10年後の作品であり、先輩のその作品からラヴェルは啓発を受けていた。
ドビュッシーはラヴェルのこの作品に熱狂的な賛辞を送って、ラヴェルに終楽章を改訂せぬように説得し、次のように進言した。
　　「音楽の神々の名とわが名にかけて、あなたの四重奏曲を一音符たりともいじってはいけません。」
しかしながらラヴェルは、出版にあたって作品全体を改訂して、より構築感が高まるようにした。
弦楽四重奏曲はこの時代には難しいとされたジャンルであり、作曲家が成熟期を迎えるまでにこれを手懸けることは、まず滅多にないほどである。だが、当時まだ27歳のラヴェルはその作曲に挑んで、この楽種の傑作を示したのであった。

## 構成
以下の4つの楽章から成り、全曲を通して演奏に約30分を要する。また、フランク楽派の伝統を受け入れて循環形式をひかえめに援用し、作品の自然な統一感をもたらすことにも成功している。
1. Allegro moderato （アレグロ・モデラート、ヘ長調）
  - きわめて穏やかに。ソナタ形式。第1主題は、第3、第4楽章にもさまざまな形で現れる。第2主題は、ピアニシモで第1ヴァイオリンとヴィオラのユニゾンで提示されるが、この第2主題も第4楽章で再び現れる。最後は静かに終わる。
2. Assez vif. Très rythmé （十分に活き活きと。きわめてリズミカルに。イ短調）
  - スケルツォ。複合3部形式。スケルツォ第1部はイ短調、ピッツィカートで提示される。 3/4拍子と6/8拍子が併せて使用されるポリリズムが特徴的である。スケルツォ第2部はピアニシモになり、嬰ハ短調で主題が歌われる。中間部のトリオは、テンポを落とし、弱音器を付けて演奏される。
3. Très lent （きわめて緩やかに、主部は変ト長調）
  - 3部形式。主部では弱音器が使われる。主部の主題の一部に、第1楽章第1主題が使われている。
4. Vif et agité （活き活きと、激しく、ヘ長調）
  - ロンド。全楽器のユニゾンによって、8分の5拍子の半音階的な激しい主題から始まる。この後、4分の5拍子の部分を経て、4分の3拍子で第1楽章第1主題を変形させて主題がヴァイオリンに現れ、さらに第1楽章第2主題も再び現れる。